# James Galway
James Galway OBE (ur. 8 grudnia 1939 w Belfaście) – irlandzki flecista, światowej sławy solista koncertujący .

## Życiorys
Pochodzi z rodziny od pokoleń związanej z muzyką. Miał opinię cudownego dziecka po wygraniu w wieku 10 lat konkursu muzycznego w Belfaście. Studiował w Royal College of Music w Londynie (1956–1959) i Guidhall School of Music (1959–1960) u Geoffreya Gilberta. W latach 1960–1961 studiował w Konserwatorium Paryskim pod kierunkiem Jeana-Pierre Rampala oraz prywatnie u Marcela Moyse’a  .
Przez 15 lat był członkiem kilku zespołów orkiestrowych: Sadler’s Wells Opera (1961–1966) i Covent Garden Opera (1965) oraz London Symphony Orchestra (1966–1967) i Royal Philharmonic Orchestra (1967–1969). W 1969 wygrał konkurs na pierwszego flecistę orkiestry Filharmoników Berlińskich i grał w tym zespole pod kierownictwem Herberta von Karajana do 1975. Potem zrezygnował z pracy w orkiestrze decydując się na statut wolnego wirtuoza  .
W krótkim czasie zyskał sławę światową. Specjaliści wskazując na źródła sukcesu Galwaya wymieniają zarówno wielki talent, jak i pracowitość, wykorzystywanie wszelkich środków technicznych, instynkt interpretacyjny. Galway ma w dorobku nagrania płytowe koncertów Mozarta, utworów J.S. Bacha, J.Ch. Bacha, Vivaldiego, Beethovena, Prokofjewa i innych .
W 1974 zawarł kontrakt na wyłączność nagrań z wytwórnią RCA . Opublikował trzy książki: An Autobiography (London, 1978), Flute (London, 1982) i James Galway’s Music in Time (z W. Mannem; London, 1982) . 
W 1977 został Oficerem Orderu Imperium Brytyjskiego (OBE), a w czerwcu 2001 królowa Elżbieta II nadała mu tytuł szlachecki i tym samym otrzymał prawo używania tytułu sir .